# Лагард-Пареоль
Лага́рд-Парео́ль (фр. Lagarde-Paréol) — коммуна во французском департаменте Воклюз региона Прованс — Альпы — Лазурный Берег. Относится к кантону Боллен. 

## Географическое положение

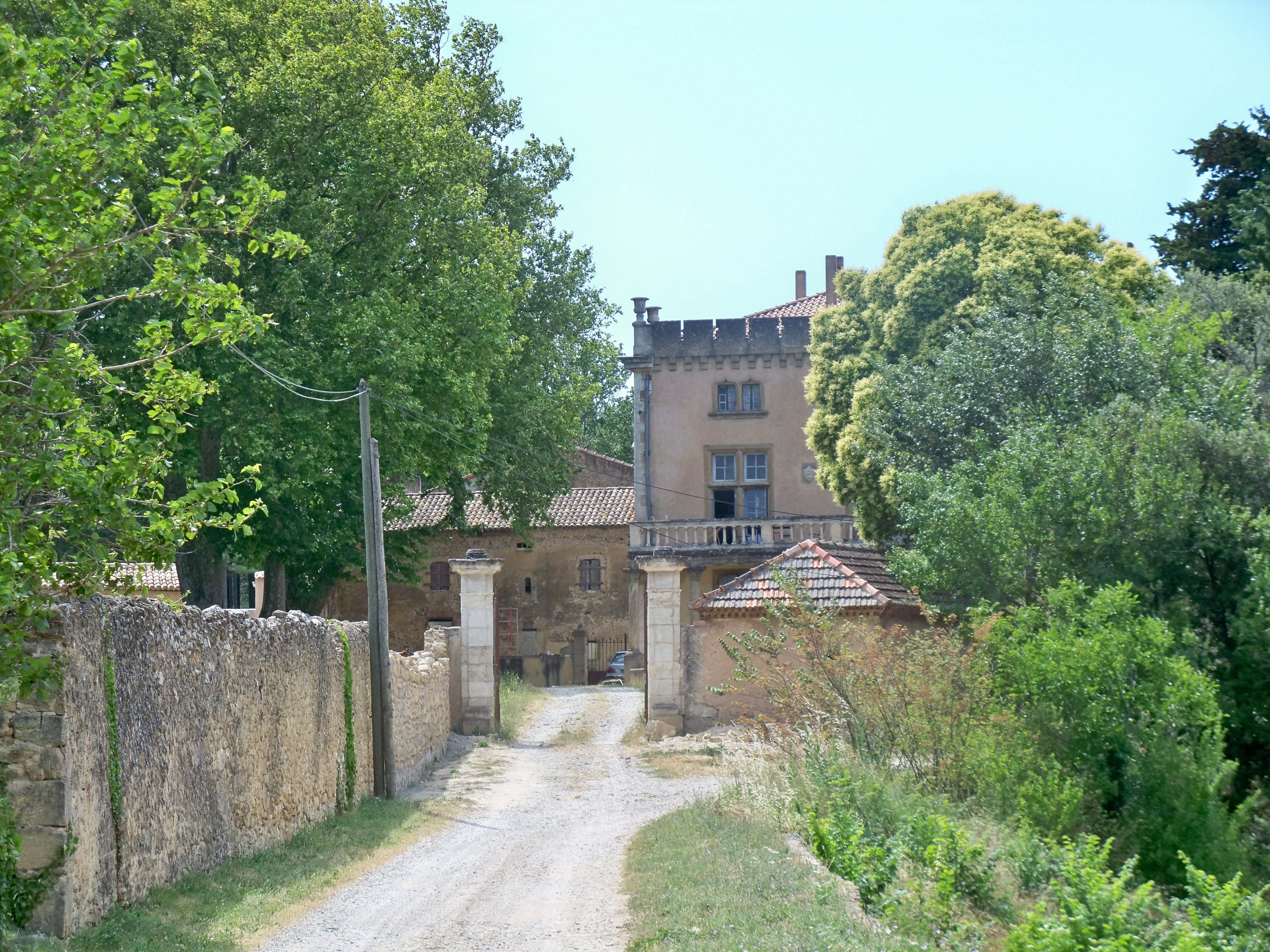
Замок Фонтсалетт.

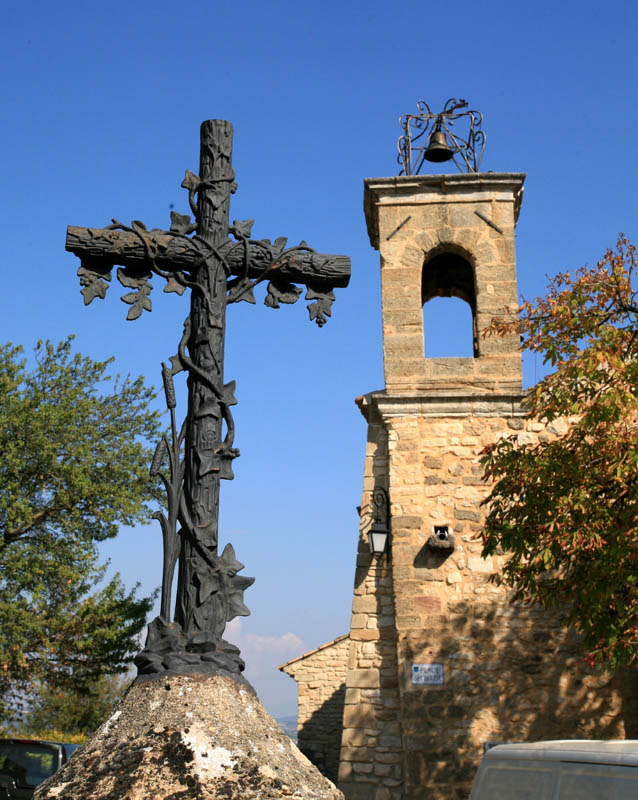
Церковь в Лагард-Пареоль.

Лагард-Пареоль расположен в 32 км к северу от Авиньона. Соседние коммуны: Сент-Сесиль-ле-Винь на северо-востоке, Керанн на востоке, Сериньян-дю-Конта на юге, Ушо на юго-западе, Мондрагон на западе, Рошгюд на северо-западе.

### Гидрография
Коммуну с севера на юг пересекают ручьи Беаль и Рюад, притоки реки Эг. Кроме этого, по территории коммуны протекает Ле.

## Демография
Население коммуны на 2010 год составляло 304 человека.
| 1962 | 1968 | 1975 | 1982 | 1990 | 1999 | 2010 |
| ---- | ---- | ---- | ---- | ---- | ---- | ---- |
| 116  | 130  | 135  | 255  | 279  | 297  | 304  |

## Достопримечательности
- Церковь
- Замок де Фонтсалетт
- Замок Сен-Пьер.